# Episodi di Breaking In (prima stagione)
La prima stagione della serie televisiva Breaking In è stata trasmessa negli Stati Uniti dal canale Fox dal 6 aprile al 17 maggio 2011.
In Italia, la stagione è andata in onda in prima visione satellitare su Sky Atlantic, canale a pagamento della piattaforma Sky, dal 1º giugno 2015.
| nº | Titolo originale                      | Prima TV USA   | Prima TV Italia |
| -- | ------------------------------------- | -------------- | --------------- |
| 1  | Pilot                                 | 6 aprile 2011  | 1º giugno 2015  |
| 2  | 'Tis Better to Have Loved and Flossed | 13 aprile 2011 | 1º giugno 2015  |
| 3  | Need for Speed                        | 20 aprile 2011 | 4 giugno 2015   |
| 4  | White on White on White               | 27 aprile 2011 | 3 giugno 2015   |
| 5  | Take the Movie and Run                | 4 maggio 2011  | 2 giugno 2015   |
| 6  | Breaking Out                          | 11 maggio 2011 | 5 giugno 2015   |
| 7  | 21.0 Jump Street                      | 17 maggio 2011 | 5 giugno 2015   |

## Pilot
- Titolo originale: Pilot
- Diretto da: Seth Gordon
- Scritto da: Adam F. Goldberg e Seth Gordon

### Trama
- Ascolti USA: telespettatori 9 816 000 – share 9%[1]

## 'Tis Better to Have Loved and Flossed
- Titolo originale: 'Tis Better to Have Loved and Flossed
- Diretto da: Seth Gordon
- Scritto da: Adam F. Goldberg

### Trama
- Ascolti USA: telespettatori 7 790 000 – share 7%[2]

## Need for Speed
- Titolo originale: Need for Speed
- Diretto da: Fred Savage
- Scritto da: Chris Bishop

### Trama
- Ascolti USA: telespettatori 7 464 000 – share 7%[3]

## White on White on White
- Titolo originale: White on White on White
- Diretto da: Fred Savage
- Scritto da: David Windsor e Casey Johnson

### Trama
- Ascolti USA: telespettatori 7 010 000 – share 6%[4]

## Take the Movie and Run
- Titolo originale: Take the Movie and Run
- Diretto da: Matt Shakman
- Scritto da: Adam F. Goldberg

### Trama
- Ascolti USA: telespettatori 7 070 000 – share 6%[5]

## Breaking Out
- Titolo originale: Breaking Out
- Diretto da: Phil Traill
- Scritto da: Bex Wexler

### Trama
- Ascolti USA: telespettatori 6 949 000 – share 6%[6]

## 21.0 Jump Street
- Titolo originale: 21.0 Jump Street
- Diretto da: Seth Gordon
- Scritto da: Adam F. Goldberg

### Trama
- Ascolti USA: telespettatori 3 180 000 – share 3%[7]